# Rio Tardes
O rio Tardes é um rio localizado no departamento de Creuse, região de Limousin, no centro de França. É afluente pela margem esquerda do rio Cher, e sub-afluente do rio Loire.
Da nascente até desaguar no rio Cher, atravessa as seguintes comunas: Basville, Saint-Oradoux-près-Crocq, Crocq, Saint-Pardoux-d'Arnet, La Villetelle, Saint-Avit-de-Tardes, Saint-Silvain-Bellegarde, Lupersat, Champagnat, Saint-Domet, La Serre-Bussière-Vieille, Peyrat-la-Nonière, Saint-Priest, Le Chauchet, Saint-Julien-le-Châtel, Tardes, Lussat, Chambon-sur-Voueize, Évaux-les-Bains, Budelière.